# Llista de monuments de Tavèrnoles
Llista de monuments de Tavèrnoles inclosos en l'Inventari del Patrimoni Arquitectònic Català pel municipi de Tavèrnoles (Osona). Inclou els inscrits en el Registre de Béns Culturals d'Interès Nacional (BCIN) amb la classificació de monuments històrics, els Béns Culturals d'Interès Local (BCIL) de caràcter immoble i la resta de béns arquitectònics integrants del patrimoni cultural català.
| Monument                                        | Protecció    | Estil/època                    | Localització                                      | Coordenades                                            | Codi?         | Imatge |
| ----------------------------------------------- | ------------ | ------------------------------ | ------------------------------------------------- | ------------------------------------------------------ | ------------- | --- |
| Castell de Savassona                            | BCIN 1612-MH | XVII-XVIII                     | Tavèrnoles                                        | 41° 57′ 22″ N, 2° 20′ 15″ E / 41.9562139°N,2.3375306°E | RI-51-0005732 | Castell de Savassona (Tavèrnoles) · Vegeu més fotos d'aquest monument · Carregueu una nova foto d'aquest monument                    |
| Roca del Purpirol                               | BCIN 1613-MH |                                | Tavèrnoles                                        | 41° 57′ 42″ N, 2° 19′ 30″ E / 41.961768°N,2.325023°E   | RI-51-0005733 | Carregueu una nova foto d'aquest monument                                                                                            |
| Casal de Vilamuntà                              | BCIN 1614-MH | XI-XII                         | Tavèrnoles                                        | 41° 57′ 10″ N, 2° 21′ 57″ E / 41.952831°N,2.365790°E   | RI-51-0005734 | Carregueu una nova foto d'aquest monument                                                                                            |
| Serrabou                                        |              | Obra popular XVIII             | Tavèrnoles Ctra. Vic - Parador de Sau             | 41° 57′ 24″ N, 2° 18′ 48″ E / 41.956758°N,2.313341°E   | IPA-24224     | Serrabou (Tavèrnoles) · Vegeu més fotos d'aquest monument · Carregueu una nova foto d'aquest monument                                |
| Torrents                                        |              | Obra popular XVIII, XX         | Tavèrnoles Ctra. Vic - Parador de Sau             | 41° 56′ 59″ N, 2° 19′ 05″ E / 41.949626°N,2.318068°E   | IPA-24225     | Carregueu una nova foto d'aquest monument                                                                                            |
| El Xuclà                                        |              | Obra popular XVII              | Tavèrnoles Davant de l'església                   | 41° 57′ 07″ N, 2° 19′ 36″ E / 41.951852°N,2.326747°E   | IPA-24226     | El Xuclà (Tavèrnoles) · Vegeu més fotos d'aquest monument · Carregueu una nova foto d'aquest monument                                |
| El Soler                                        |              | Obra popular XVIII             | Tavèrnoles Ctra. BV-5213, km 5 a la dreta         | 41° 57′ 09″ N, 2° 20′ 34″ E / 41.952364°N,2.342838°E   | IPA-24231     | El Soler (Tavèrnoles) · Vegeu més fotos d'aquest monument · Carregueu una nova foto d'aquest monument                                |
| Les Punxes                                      |              | Obra popular XVIII             | Tavèrnoles                                        | 41° 56′ 49″ N, 2° 20′ 30″ E / 41.946943°N,2.341723°E   | IPA-24233     | Les Punxes (Tavèrnoles) · Vegeu més fotos d'aquest monument · Carregueu una nova foto d'aquest monument                              |
| Pedronet de la Mare de Déu dels Cingles         |              | Obra popular                   | Tavèrnoles                                        | 41° 56′ 02″ N, 2° 22′ 09″ E / 41.933935°N,2.369228°E   | IPA-24235     | Pedronet de la Mare de Déu dels Cingles (Tavèrnoles) · Vegeu més fotos d'aquest monument · Carregueu una nova foto d'aquest monument |
| Fuquès o Folquers                               |              | Obra popular XVIII             | Tavèrnoles Ctra. BV-5213, km 2 a 1 km dreta       | 41° 56′ 55″ N, 2° 19′ 31″ E / 41.948656°N,2.325236°E   | IPA-24238     | Fuquès (Tavèrnoles) · Vegeu més fotos d'aquest monument · Carregueu una nova foto d'aquest monument                                  |
| Les Cametes                                     |              | Obra popular XVII              | Tavèrnoles Ctra. BV-5213, km 3,5 a 2 km esquerra  | 41° 57′ 56″ N, 2° 19′ 04″ E / 41.965653°N,2.317892°E   | IPA-24240     | Carregueu una nova foto d'aquest monument                                                                                            |
| Ermita de Sant Feliu de Savassona, Sant Feliuet |              | Preromànic, romànic X-XI, XVI  | Tavèrnoles                                        | 41° 57′ 34″ N, 2° 20′ 26″ E / 41.959417°N,2.340547°E   | IPA-24242     | Ermita de Sant Feliu de Savassona (Tavèrnoles) · Vegeu més fotos d'aquest monument · Carregueu una nova foto d'aquest monument       |
| El Raurell                                      |              | Obra popular XVIII             | Tavèrnoles Ctra. BV-5213, km 8,5 a la dreta       | 41° 57′ 56″ N, 2° 22′ 01″ E / 41.965502°N,2.367071°E   | IPA-24244     | Carregueu una nova foto d'aquest monument                                                                                            |
| El Roquet                                       |              | Obra popular XVII              | Tavèrnoles Ctra. BV-5213 Vic - Parador de Sau     | 41° 57′ 15″ N, 2° 19′ 19″ E / 41.954132°N,2.321993°E   | IPA-24246     | El Roquet (Tavèrnoles) · Vegeu més fotos d'aquest monument · Carregueu una nova foto d'aquest monument                               |
| La Casanova                                     |              | Obra popular XVIII             | Tavèrnoles Ctra. BV-5213, km 3,3 a 1.000 m dreta  | 41° 57′ 20″ N, 2° 19′ 34″ E / 41.955678°N,2.326034°E   | IPA-24254     | La Casanova (Tavèrnoles) · Vegeu més fotos d'aquest monument · Carregueu una nova foto d'aquest monument                             |
| La Garriga                                      |              | Obra popular XVIII             | Tavèrnoles Ctra. BV-5213, km 7 a 2.000 m esquerra | 41° 58′ 15″ N, 2° 21′ 24″ E / 41.970743°N,2.356772°E   | IPA-24256     | Carregueu una nova foto d'aquest monument                                                                                            |
| Coromines                                       |              | Obra popular XIX               | Tavèrnoles Ctra. BV-5213, km 7,5 dreta            | 41° 57′ 49″ N, 2° 21′ 37″ E / 41.963597°N,2.360382°E   | IPA-24260     | Carregueu una nova foto d'aquest monument                                                                                            |
| Sabaters                                        |              | Obra popular XVIII             | Tavèrnoles Ctra. BV-5213, km 7,5 dreta            | 41° 57′ 44″ N, 2° 21′ 52″ E / 41.962134°N,2.364488°E   | IPA-24262     | Carregueu una nova foto d'aquest monument                                                                                            |
| El Banús                                        |              | Obra popular XVIII             | Tavèrnoles Ctra. BV-5213, km 2,5                  | 41° 57′ 09″ N, 2° 18′ 56″ E / 41.952563°N,2.315560°E   | IPA-24263     | El Banús (Tavèrnoles) · Vegeu més fotos d'aquest monument · Carregueu una nova foto d'aquest monument                                |
| Can Malgoig                                     |              | Obra popular XVII              | Tavèrnoles Camí Ral Calldetenes - Roda            | 41° 57′ 24″ N, 2° 18′ 16″ E / 41.956599°N,2.304561°E   | IPA-24279     | Carregueu una nova foto d'aquest monument                                                                                            |
| El Reguer                                       |              | Obra popular XVI               | Tavèrnoles A 200 m trencall ctra. de Roda         | 41° 57′ 45″ N, 2° 17′ 39″ E / 41.962507°N,2.294179°E   | IPA-24281     | Carregueu una nova foto d'aquest monument                                                                                            |
| Massans                                         |              | Obra popular                   | Tavèrnoles Ctra. BV-5213, km 1 a 1.500 m dreta    | 41° 57′ 18″ N, 2° 18′ 25″ E / 41.955072°N,2.307033°E   | IPA-24253     | Carregueu una nova foto d'aquest monument                                                                                            |
| Les Roviretes                                   |              | Obra popular XVII              | Tavèrnoles Ctra. del pantà de Sau                 | 41° 57′ 20″ N, 2° 21′ 36″ E / 41.955500°N,2.359899°E   | IPA-24237     | Carregueu una nova foto d'aquest monument                                                                                            |
| Masgrau                                         |              | Obra popular XVIII             | Tavèrnoles Savassona                              | 41° 56′ 43″ N, 2° 21′ 08″ E / 41.945235°N,2.352341°E   | IPA-24223     | Masgrau (Tavèrnoles) · Vegeu més fotos d'aquest monument · Carregueu una nova foto d'aquest monument                                 |
| Casadevall                                      |              | Obra popular XVIII             | Tavèrnoles Savassona, prop de Puigdefar           | 41° 57′ 16″ N, 2° 21′ 52″ E / 41.954412°N,2.364362°E   | IPA-24227     | Carregueu una nova foto d'aquest monument                                                                                            |
| Església de Santa Margarida d'Ardola            |              | Romànic XI                     | Tavèrnoles Savassona                              | 41° 57′ 47″ N, 2° 22′ 21″ E / 41.963082°N,2.372565°E   | IPA-24228     | Església de Santa Margarida d'Ardola (Tavèrnoles) · Vegeu més fotos d'aquest monument · Carregueu una nova foto d'aquest monument    |
| L'Aguilar                                       |              | Obra popular XVIII             | Tavèrnoles Savassona                              | 41° 56′ 49″ N, 2° 21′ 39″ E / 41.947037°N,2.360799°E   | IPA-24229     | L'Aguilar (Tavèrnoles) · Vegeu més fotos d'aquest monument · Carregueu una nova foto d'aquest monument                               |
| La Casanova del Raurell                         |              | Obra popular                   | Tavèrnoles Savassona                              | 41° 58′ 08″ N, 2° 22′ 12″ E / 41.968767°N,2.370098°E   | IPA-24245     | Carregueu una nova foto d'aquest monument                                                                                            |
| Can Mon                                         |              | Obra popular XVII              | Tavèrnoles Savassona                              | 41° 57′ 25″ N, 2° 19′ 30″ E / 41.956930°N,2.324905°E   | IPA-24250     | Carregueu una nova foto d'aquest monument                                                                                            |
| Capella del castell de Savassona                |              | Obra popular XVII              | Tavèrnoles Adossada al castell, Savassona         | 41° 57′ 22″ N, 2° 20′ 15″ E / 41.956218°N,2.337485°E   | IPA-24270     | Carregueu una nova foto d'aquest monument                                                                                            |
| Masoveria del castell de Savassona              |              | XVIII                          | Tavèrnoles Al costat del castell, Savassona       | 41° 57′ 23″ N, 2° 20′ 17″ E / 41.956461°N,2.337921°E   | IPA-24272     | Masoveria del castell de Savassona (Tavèrnoles) · Vegeu més fotos d'aquest monument · Carregueu una nova foto d'aquest monument      |
| Església de Sant Pere de Savassona              |              | Romànic XI, XVII               | Tavèrnoles A prop del mas del castell, Savassona  | 41° 57′ 24″ N, 2° 20′ 19″ E / 41.956640°N,2.338475°E   | IPA-24273     | Església de Sant Pere de Savassona (Tavèrnoles) · Vegeu més fotos d'aquest monument · Carregueu una nova foto d'aquest monument      |
| Roc del Llum, la Baga                           |              | Obra popular XIX               | Tavèrnoles Savassona                              | 41° 57′ 15″ N, 2° 20′ 05″ E / 41.954082°N,2.334631°E   | IPA-24276     | Carregueu una nova foto d'aquest monument                                                                                            |
| Església de Sant Esteve de Tavèrnoles           |              | Romànic, barroc XI, XVII-XVIII | Tavèrnoles Savassona                              | 41° 57′ 07″ N, 2° 19′ 36″ E / 41.952059°N,2.326707°E   | IPA-24277     | Església de Sant Esteve de Tavèrnoles · Vegeu més fotos d'aquest monument · Carregueu una nova foto d'aquest monument                |